# Poieni
Poieni (in ungherese Kissebes) è un comune della Romania di 5 515 abitanti, ubicato nel distretto di Cluj, nella regione storica della Transilvania.
Il comune è formato dall'unione di 9 villaggi: Bologa, Cerbești, Colonia Zărnișoara, Hodișu, Lunca Vișagului, Morlaca, Poieni, Tranișu, Valea Drăganului.